# Wybory parlamentarne w Polsce w 2015 roku
Wybory parlamentarne w Polsce w 2015 roku – wybory do Sejmu i Senatu. Na mocy postanowienia prezydenta Rzeczypospolitej Polskiej Bronisława Komorowskiego z 17 lipca 2015, zmienionego postanowieniem z 3 sierpnia 2015 odbyły się 25 października 2015.
Odbyły się one według zasad wprowadzonych przez Kodeks wyborczy z 5 stycznia 2011. Zakończyły się zwycięstwem Prawa i Sprawiedliwości. Do Sejmu dostały się także: Platforma Obywatelska, Kukiz’15, Nowoczesna i Polskie Stronnictwo Ludowe, jeden mandat przypadł Mniejszości Niemieckiej; w Senacie – poza zwycięzcami wyborów – mandaty uzyskały Platforma Obywatelska, Polskie Stronnictwo Ludowe i czterej kandydaci niezależni (komitety wyborcze wyborców).
Po raz pierwszy od 1989 roku zwycięski komitet wyborczy zdobył większość sejmową umożliwiającą sformowanie samodzielnego rządu.

## Sytuacja na scenie politycznej przed wyborami
Do ogłoszenia wyborów doszło podczas trwających od 2007 rządów koalicji PO-PSL (w momencie urzędowania rządu Ewy Kopacz, który w 2014 zastąpił drugi rząd Donalda Tuska). Wybory parlamentarne odbyły się kilka miesięcy po odbywających się w maju tego samego roku wyborach prezydenckich, w których do drugiej tury przeszli kandydat PiS Andrzej Duda (który zdobył 34,76% głosów) i urzędujący wtedy prezydent RP, popierany m.in. przez PO Bronisław Komorowski (z wynikiem 33,77% głosów), a trzecie miejsce zajął kandydat niezależny Paweł Kukiz (z wynikiem 20,80%), natomiast pozostali kandydaci uzyskali wyniki poniżej 5% głosów. Wybory prezydenckie zakończyły się zwycięstwem Andrzeja Dudy, który pokonał w drugiej turze Bronisława Komorowskiego stosunkiem 51,55% do 48,45% głosów. Komitety ogólnopolskie zarejestrowały tworzące koalicję rządzącą PO i PSL oraz opozycyjne PiS, Zjednoczona Lewica (powstała na te wybory koalicja Sojuszu Lewicy Demokratycznej, Twojego Ruchu i trzech lewicowych partii pozaparlamentarnych), a także powstałe w 2015 partie polityczne Nowoczesna, KORWiN i Razem oraz powstały na bazie sukcesu wyborczego Pawła Kukiza w wyborach prezydenckich ruch społeczny Kukiz’15.

## Wybory zgodnie z przepisami kodeksu wyborczego

### Termin wyborów
Wybory (wyznaczone na 25 października) zostały zarządzone 17 lipca 2015. Innymi dopuszczalnymi terminami były 11 i 18 października oraz 1 listopada.

### Wybory do Sejmu RP VIII kadencji
Prawo do podziału mandatów przysługuje tym komitetom wyborczym, które osiągnęły wynik w skali kraju – co najmniej 5% ważnie oddanych głosów, dla koalicyjnych komitetów wyborczych – co najmniej 8% ważnie oddanych głosów. Z ww. progów zwolnione są mniejszości narodowe przy spełnieniu ustawowych warunków. Do Sejmu zostało wybranych 460 posłów w 41 wielomandatowych (co najmniej 7 w jednym okręgu) okręgach wyborczych przy zastosowaniu metody D’Hondta.

### Wybory do Senatu RP IX kadencji
Wybory do Senatu Rzeczypospolitej Polskiej w 2015 po raz drugi odbyły się w 100 jednomandatowych okręgach wyborczych, w których zostało wybranych 100 senatorów.

### Kampania wyborcza

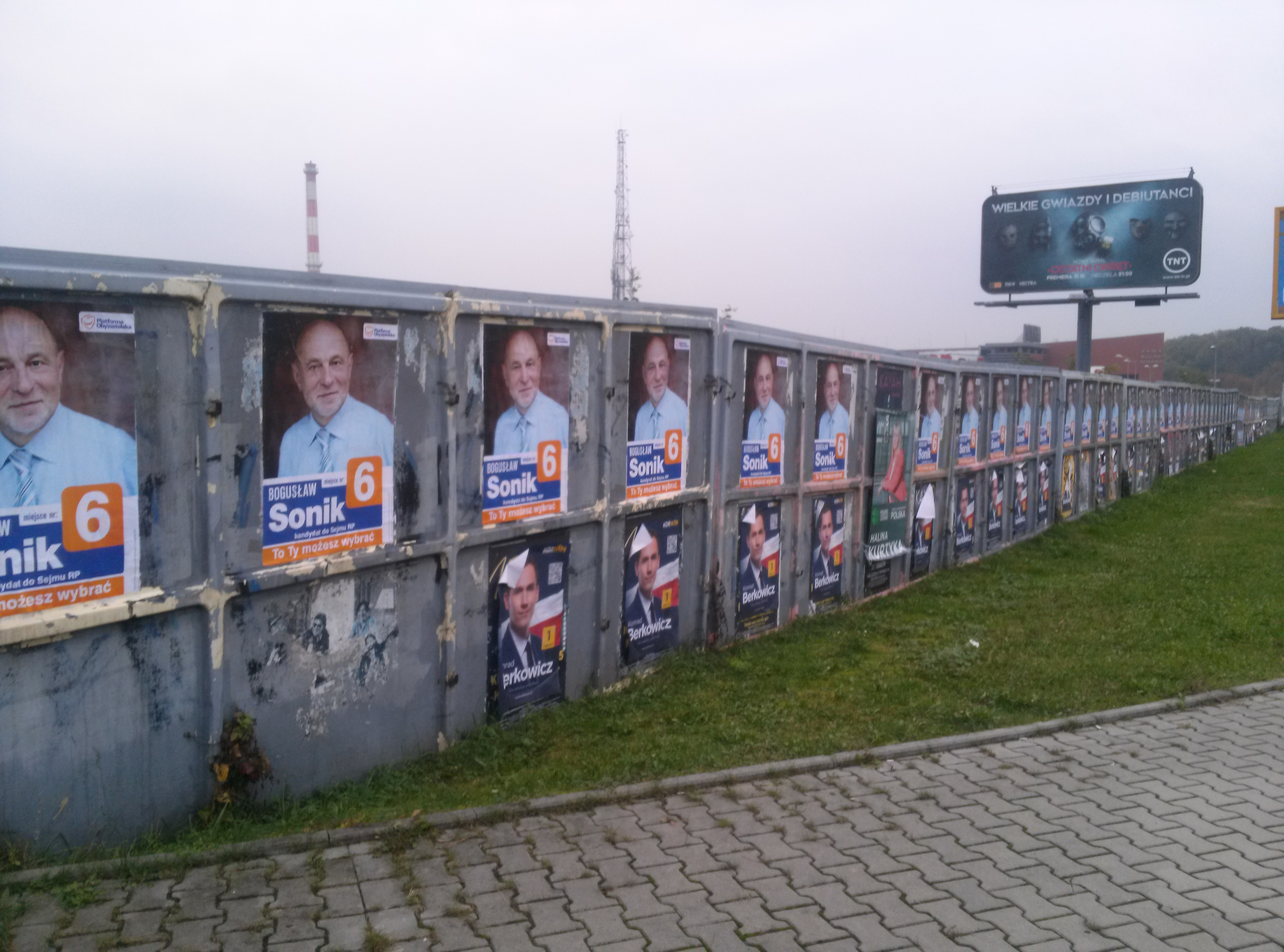
Plakaty wyborcze w Krakowie

Zgodnie z kalendarzem wyborczym kampania wyborcza rozpoczęła się w dniu wejścia w życie postanowienia w sprawie zarządzenia wyborów do Sejmu Rzeczypospolitej Polskiej i do Senatu Rzeczypospolitej Polskiej i uległa zakończeniu na 24 godziny przed dniem głosowania, tj. 23 października 2015 o godz. 24:00.

### Terminy wyborcze

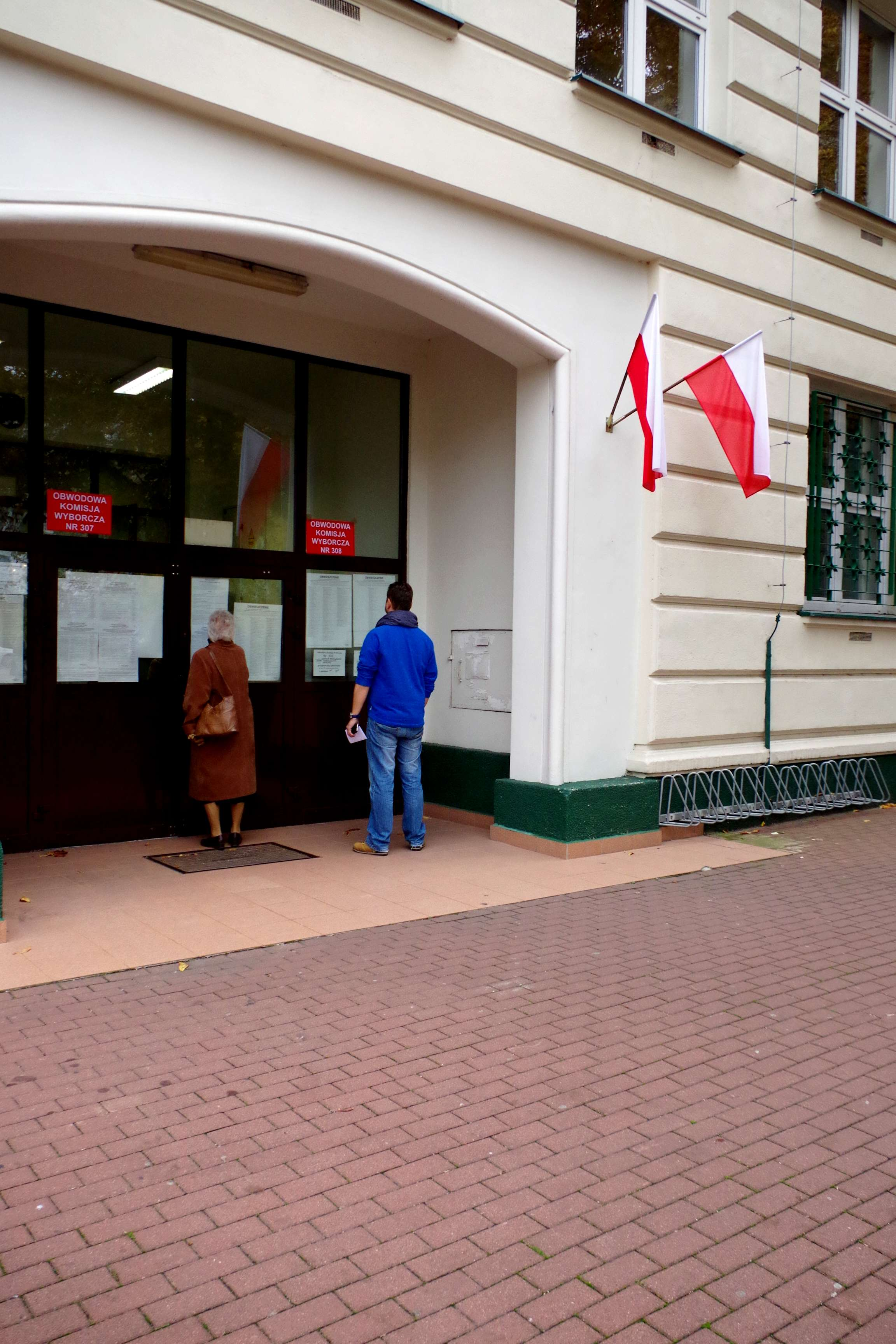
Wybory parlamentarne w Polsce w 2015; obwodowa komisja wyborcza w gmachu Zespołu Państwowych Szkół Plastycznych im. Wojciecha Gersona w Warszawie

Prezydent ustalił następujący kalendarz wyborczy:
- 7 września – złożenie zawiadomień o utworzeniu komitetów wyborczych
- 15 września – zgłoszenie list kandydatów na posłów i kandydatur na senatorów
- 25 września o godz 12:00 – losowanie numerów list kandydatów na posłów[14]
- do 2 października – zgłaszanie przez armatorów wniosków o utworzenie obwodów głosowania na polskich statkach morskich
- do 4 października
  - zgłaszanie kandydatów do obwodowych komisji wyborczych przez pełnomocników komitetów wyborczych
  - powołanie przez wójtów (burmistrzów, prezydentów miast) obwodowych komisji wyborczych
  - podanie do wiadomości publicznej informacji o numerach i granicach obwodów głosowania utworzonych za granicą oraz siedzibach obwodowych komisji wyborczych, w tym o siedzibach obwodowych komisji wyborczych właściwych dla głosowania korespondencyjnego
  - sporządzenie spisów wyborców przez gminy
- do 7 października – zgłaszanie konsulowi zamiaru głosowania korespondencyjnego za granicą
- do 10 października – zgłaszanie wójtowi (burmistrzowi, prezydentowi miasta) zamiaru głosowania korespondencyjnego w kraju, w tym przy pomocy nakładek na karty do głosowania sporządzonych w alfabecie Braille’a
- od 10 października do 23 października do godz. 24:00 – nieodpłatne rozpowszechnianie audycji wyborczych w programach publicznych nadawców radiowych i telewizyjnych przygotowanych przez komitety wyborcze
- do 11 października – składanie przez żołnierzy pełniących zasadniczą lub okresową służbę wojskową oraz pełniących służbę w charakterze kandydatów na żołnierzy zawodowych lub odbywających ćwiczenia i przeszkolenie wojskowe, a także ratowników odbywających zasadniczą służbę wojskową w obronie cywilnej poza miejscem stałego zamieszkania oraz policjantów z jednostek skoszarowanych, funkcjonariuszy Biura Ochrony Rządu, Straży Granicznej, Państwowej Straży Pożarnej oraz Służby Więziennej pełniących służbę w systemie skoszarowanym, wniosków o dopisanie do wybranego przez nich spisu wyborców sporządzanego dla miejscowości, w której odbywają służbę
- do 15 października – podanie przez okręgowe komisje wyborcze, w formie obwieszczenia, informacji o zarejestrowanych listach kandydatów na posłów oraz zarejestrowanych kandydatach na senatorów
- do 16 października – składanie wniosków o sporządzenie aktu pełnomocnictwa do głosowania
- do 20 października
  - składanie wniosków o dopisanie do spisu wyborców w wybranym przez siebie obwodzie głosowania
  - składanie przez komitety wyborcze wyborców zrzeszonych w zarejestrowanych organizacjach mniejszości narodowych oświadczeń do Państwowej Komisji Wyborczej o korzystaniu ich list kandydatów na posłów ze zwolnienia z warunku określonego w art. 196 § 1 Kodeksu wyborczego, tj. obowiązku przekroczenia progu wyborczego
- do 22 października
  - zgłaszanie przez wyborców przebywających za granicą wniosków o wpisanie do spisu wyborców w obwodach głosowania utworzonych za granicą
  - zgłaszanie przez wyborców przebywających na polskich statkach morskich wniosków o wpisanie do spisów wyborców w obwodach głosowania utworzonych na tych statkach
- 23 października 2015 (godz. 24:00) – zakończenie kampanii wyborczej i rozpoczęcie tzw. ciszy wyborczej, która potrwa do zakończenia głosowania we wszystkich obwodach w Polsce
- 25 października 2015 – głosowanie w godz. 7:00–21:00

### Rejestracja komitetów wyborczych
Komitety wyborcze w wyborach do Sejmu i Senatu mają prawo zgłaszać do Państwowej Komisji Wyborczej partie polityczne, ich koalicje oraz wyborcy. Termin zgłaszania komitetów upłynął 7 września 2015. Spośród 124 wniosków o rejestracje komitetu PKW zarejestrowała 115 komitetów, w tym: 2 koalicyjne komitety wyborcze, 25 komitetów wyborczych partii politycznych i 88 komitetów wyborczych wyborców. Spośród tych komitetów chęć zgłaszania kandydatów zarówno do Sejmu, jak i do Senatu zgłosiło 38 komitetów. 77 komitetów zgłosiło chęć wystawienia kandydatów tylko do Senatu. Zarejestrowane komitety miały czas na zgłoszenie do PKW list kandydatów na posłów i kandydatów na senatorów do godziny 24:00 15 września 2015.
Aby zarejestrować listę kandydatów do Sejmu w danym okręgu wyborczym, komitet musi dostarczyć do właściwej okręgowej komisji wyborczej listę kandydatów wraz z listą poparcia podpisaną przez co najmniej 5000 mieszkańców stale zamieszkujących dany okręg. Jeżeli komitetowi uda się zarejestrować listy kandydatów w co najmniej 21 okręgach, to taki komitet może zgłaszać listy kandydatów w pozostałych okręgach bez list poparcia. Aby zarejestrować kandydata do Senatu w danym okręgu wyborczym, komitet musi dostarczyć do właściwej okręgowej komisji wyborczej, listę poparcia dla kandydata podpisaną przez co najmniej 2000 mieszkańców stale zamieszkujących dany okręg.

## Komitety wyborcze do Sejmu i Senatu
|  | Nr listy | Komitet wyborczy                              | Lider | Lider               | Hasła wyborcze                                                 | Kandydaci na posłów | Kandydaci na senatorów |
|  | -------- | --------------------------------------------- | ----- | ------------------- | -------------------------------------------------------------- | ------------------- | ---------------------- |
|  | 1        | Prawo i Sprawiedliwość*                       |       | Jarosław Kaczyński  | Damy radę; Praca, nie obietnice                                | 919                 | 98                     |
|  | 2        | Platforma Obywatelska RP*                     |       | Ewa Kopacz          | Tak. Chodzi o Waszą przyszłość; Silna gospodarka, wyższe płace | 916                 | 83                     |
|  | 3        | Partia Razem                                  |       | brak                | Inna polityka jest możliwa                                     | 573                 | 0                      |
|  | 4        | KORWiN*                                       |       | Janusz Korwin-Mikke | Nowi ludzie, nowy porządek                                     | 898                 | 10                     |
|  | 5        | Polskie Stronnictwo Ludowe                    |       | Janusz Piechociński | Blisko ludzkich spraw                                          | 916                 | 58                     |
|  | 6        | KKW Zjednoczona Lewica SLD+TR+PPS+UP+Zieloni* |       | Barbara Nowacka     | Szkoły budować, księży opodatkować                             | 904                 | 31                     |
|  | 7        | KWW Kukiz’15*                                 |       | Paweł Kukiz         | Potrafisz Polsko!; Polska budzi się, z naszymi marzeniami!     | 838                 | 9                      |
|  | 8        | Nowoczesna Ryszarda Petru*                    |       | Ryszard Petru       | Naprawmy Polskę!                                               | 858                 | 16                     |

* Inne partie startujące z list danych komitetów (w wypadku KWW wszystkie partie):
- PiS – Solidarna Polska, Polska Razem, Prawica Rzeczypospolitej, Ruch Katolicko-Narodowy (1 członek), Stronnictwo „Piast” (1 członek)
- PO – po 1 członku: Biało-Czerwoni, PSL
- KORWiN – KNP (w niewielkiej części), Ruch Narodowy (2 członków), Tak dla Polski (1 członek), Partia Libertariańska (1 członek)
- ZL – Krajowa Partia Emerytów i Rencistów, po 2 członków lub przedstawicieli: Polska Partia Pracy – Sierpień 80, Partia Demokratyczna – demokraci.pl, Stronnictwo Demokratyczne, po 1 członku: Ruch Odrodzenia Gospodarczego im. Edwarda Gierka, PSL, Socjaldemokracja Polska
- Kukiz’15 – Ruch Narodowy (w tym większość Unii Polityki Realnej), KNP (częściowo), Demokracja Bezpośrednia, Partia Libertariańska, Prawica Rzeczypospolitej (w niewielkiej części), Polska Razem (2 członków), po 1 członku: Solidarna Polska, Wspólnota, Stronnictwo Pracy, Samoobrona
- Nowoczesna – po 1 członku: Partia Kobiet, PO, PSL

|  | Nr listy | Komitet wyborczy                              | Lider | Lider                | Hasła wyborcze           | Liczba okręgów | Kandydaci na posłów | Kandydaci na senatorów |
|  | -------- | --------------------------------------------- | ----- | -------------------- | ------------------------ | -------------- | ------------------- | ---------------------- |
|  | 9        | KWW JOW Bezpartyjni*                          |       | Robert Raczyński     | Zmieniamy Polskę         | 8              | 136                 | 6                      |
|  | 10       | KWW Zbigniewa Stonogi                         |       | Zbigniew Stonoga     | Twój strzał w „10”       | 19             | 297                 | 1                      |
|  | 11       | KWW Ruch Społeczny Rzeczypospolitej Polskiej* |       | Sławomir Izdebski    |                          | 3              | 60                  | 2                      |
|  | 12       | KWW Zjednoczeni dla Śląska**                  |       | Dietmar Brehmer      | Ze Śląska. Nie z partii. | 2              | 42                  | 0                      |
|  | 13       | Samoobrona                                    |       | Lech Kuropatwiński   | Tylko razem zwyciężymy!  | 7              | 119                 | 2                      |
|  | 14       | KWW Grzegorza Brauna „Szczęść Boże!”*         |       | Grzegorz Braun       | Wiara, rodzina, własność | 12             | 202                 | 1                      |
|  | 15       | Kongres Nowej Prawicy                         |       | Michał Marusik       |                          | 6              | 116                 | 8                      |
|  | 16       | KWW Mniejszość Niemiecka**                    |       | Ryszard Galla        | Dobra robota!            | 1              | 24                  | 3                      |
|  | 17       | KWW Obywatele do Parlamentu*                  |       | Jan Zbigniew Potocki | Naród rządzi             | 1              | 40                  | 3                      |

* Inne partie startujące z list danych komitetów (w wypadku KWW wszystkie partie):
- JOW Bezpartyjni – Partia Emerytów Rencistów Rzeczypospolitej Polskiej (1 członek)
- RS RP – Ruch Sprawiedliwości Społecznej, Biało-Czerwoni (2 członków), Wolność i Równość (1 członek)
- „Szczęść Boże!” – KNP (w niewielkiej części), Liga Polskich Rodzin (w większości), po 2 członków: Unia Polityki Realnej, Solidarna Polska, po 1 członku lub przedstawicielu: Jedność Narodu, Ruch Narodowy, Stronnictwo Narodowe im. Dmowskiego Romana, Wspólnota, PiS, Dzielny Tata, Przymierze Ludowo-Narodowe
- OdP – Stronnictwo Demokratyczne (2 członków), po 1 członku: Sojusz Lewicy Demokratycznej, Organizacja Narodu Polskiego – Liga Polska, PO

** Jako komitet mniejszości narodowej zwolniony z obowiązku przekraczania progu wyborczego.
| Komitet wyborczy                              | Lider                | Kandydaci na senatorów |
| --------------------------------------------- | -------------------- | ---------------------- |
| Narodowe Odrodzenie Polski                    | Adam Gmurczyk        | 7                      |
| Obywatelski KWW Polskie Rodziny Razem         | Antoni Sosnowski     | 3                      |
| KWW Łukasza Gibały „Niezależni do Senatu”     | Łukasz Gibała        | 3                      |
| Polska Patriotyczna                           | Ryszard Jarznicki    | 2                      |
| KWW Kruzel Andrzej – Wasz Senator             | Andrzej Kruzel       | 2                      |
| KWW Ślonzoki Razem                            | Andrzej Roczniok     | 2                      |
| KWW Polska Obywatelska                        | Krzysztof Topczewski | 2                      |
| KWW Pakt Obywatelski                          | Kamil Szarało        | 2                      |
| KWW Forum Obywatelskie                        | Szczepan Bukłaho     | 2                      |
| Komitety z zarejestrowanym jednym kandydatem* |                      | 66                     |

*W tym partie: Związek Słowiański, Stronnictwo Pracy, Piast – Jedność Myśli Europejskich Narodów, Partia Demokratyczna – demokraci.pl, Unia Polityki Realnej, Biało-Czerwoni, Ruch Narodowy

## Listy wyborcze w poszczególnych okręgach oraz ich liderzy
Poniższe zestawienie zostało opracowane na podstawie danych z serwisu informacyjnego PKW
| Okręg | PiS                          | PO                        | Razem                        | KORWiN                | PSL                       | ZL                           | Kukiz’15            | Nowoczesna               | JOW Bezpartyjni    | Stonoga             | RS RP           | ZdŚ               | Samoobrona          | „Szczęść Boże!”    | KNP              |
| ----- | ---------------------------- | ------------------------- | ---------------------------- | --------------------- | ------------------------- | ---------------------------- | ------------------- | ------------------------ | ------------------ | ------------------- | --------------- | ----------------- | ------------------- | ------------------ | ---------------- |
| Okręg |                              |                           |                              |                       |                           |                              |                     |                          |                    |                     |                 |                   |                     |                    |                  |
| 1     | Adam Lipiński                | Stanisław Huskowski       | Szymon Surmacz               | Klaudia Witczak       | Ilona Antoniszyn-Klik     | Ryszard Zbrzyzny             | Robert Winnicki     | Elżbieta Stępień         | –                  | –                   | –               | –                 | –                   | –                  | –                |
| 2     | Michał Dworczyk              | Tomasz Siemoniak          | Anna Stabrowska              | Beata Żołnieruk       | Stanisław Longawa         | Marek Dyduch                 | Ireneusz Zyska      | Jacek Iwancz             | Patryk Wild        | –                   | –               | –                 | –                   | –                  | –                |
| 3     | Mirosława Stachowiak-Różecka | Alicja Chybicka           | Roland Zarzycki              | Henryk Nowakowski     | Ewa Mańkowska             | Małgorzata Tracz             | Kornel Morawiecki   | Krzysztof Mieszkowski    | –                  | Kamil Całek         | –               | –                 | –                   | Tadeusz Marczak    | –                |
| 4     | Tomasz Latos                 | Zbigniew Pawłowicz        | Bartosz Nowaczyk             | Marcin Sypniewski     | Eugeniusz Kłopotek        | Krzysztof Gawkowski          | Paweł Skutecki      | Michał Stasiński         | –                  | Leszek Posłuszny    | –               | –                 | –                   | –                  | –                |
| 5     | Krzysztof Czabański          | Arkadiusz Myrcha          | Marek Gogołkiewicz           | Agata Banasik         | Zbigniew Sosnowski        | Jerzy Wenderlich             | Paweł Szramka       | Joanna Scheuring-Wielgus | –                  | Marcin Lewandowski  | –               | –                 | Lech Kuropatwiński  | –                  | –                |
| 6     | Elżbieta Kruk                | Joanna Mucha              | Tomasz Warzocha              | Michał Rozpendowski   | Jan Łopata                | Janusz Palikot               | Jakub Kulesza       | Urszula Bury             | –                  | –                   | Joanna Szadura  | –                 | Marian Widz         | Ryszard Milewski   | –                |
| 7     | Beata Mazurek                | Grzegorz Raniewicz        | Magdalena Zelent             | Rafał Bukowski        | Genowefa Tokarska         | Riad Haidar                  | Jarosław Sachajko   | Mateusz Prucnal          | –                  | –                   | –               | –                 | Henryk Małysz       | –                  | –                |
| 8     | Marek Ast                    | Stefan Niesiołowski       | Michał Szmytkowski           | Robert Anacki         | Jolanta Fedak             | Bogusław Wontor              | Jarosław Porwich    | Paweł Pudłowski          | –                  | Mateusz Klejdysz    | –               | –                 | –                   | –                  | –                |
| 9     | Piotr Gliński                | Włodzimierz Nykiel        | Wojciech Szymański           | Jacek Dobiesz         | Marek Działoszyński       | Dariusz Joński               | Piotr Apel          | Katarzyna Lubnauer       | –                  | –                   | –               | –                 | –                   | –                  | –                |
| 10    | Antoni Macierewicz           | Dorota Rutkowska          | Wioleta Krysiak              | Leszek Kędzierski     | Dariusz Klimczak          | Artur Ostrowski              | Rafał Wójcikowski   | Agnieszka Łuczak         | –                  | –                   | –               | –                 | –                   | –                  | –                |
| 11    | Witold Waszczykowski         | Cezary Tomczyk            | Mateusz Mirys                | Waldemar Utecht       | Paweł Bejda               | Cezary Olejniczak            | Tomasz Rzymkowski   | Adam Rogala-Lewicki      | –                  | Bartosz Bąbrych     | –               | –                 | Andrzej Urbaniak    | Marek Kaźmierczak  | –                |
| 12    | Beata Szydło                 | Marek Sowa                | Monika Szymańska             | Piotr Krawczyk        | Józef Kała                | Zdzisława Piątkowska         | Józef Brynkus       | Anna Miklaszewska        | –                  | –                   | –               | –                 | –                   | –                  | –                |
| 13    | Małgorzata Wassermann        | Rafał Trzaskowski         | Jakub Baran                  | Konrad Berkowicz      | Wojciech Kozak            | Kazimiera Szczuka            | Agnieszka Ścigaj    | Jerzy Meysztowicz        | –                  | –                   | –               | –                 | –                   | Ryszard Kozłowski  | Lech Walicki     |
| 14    | Piotr Naimski                | Andrzej Czerwiński        | Dorota Budacz                | Kazimierz Fałowski    | Bronisław Dutka           | Joanna Leja                  | Elżbieta Borowska   | Tomasz Gabryś            | –                  | Barbara Kleszyk     | –               | –                 | –                   | –                  | Andrzej Paciej   |
| 15    | Włodzimierz Bernacki         | Urszula Augustyn          | Piotr Plebańczyk             | Artur Gondek          | Władysław Kosiniak-Kamysz | Piotr Górnikiewicz           | Norbert Kaczmarczyk | Krzysztof Nowak          | –                  | Dariusz Klich       | –               | –                 | –                   | –                  | Krystian Dworak  |
| 16    | Wojciech Jasiński            | Marcin Kierwiński         | Magdalena Malińska           | Tomasz Górski         | Piotr Zgorzelski          | Włodzimierz Czarzasty        | Marek Jakubiak      | Marcin Podsędek          | –                  | –                   | –               | –                 | –                   | –                  | –                |
| 17    | Marek Suski                  | Leszek Ruszczyk           | Alicja Czubek                | Stefan Błaszczyk      | Mirosław Maliszewski      | Elżbieta Fornalczyk          | Robert Mordak       | Katarzyna Kalinowska     | –                  | Artur Grzybowski    | –               | –                 | –                   | –                  | Marek Auguścik   |
| 18    | Marek Zagórski               | Jolanta Hibner            | Marta Nowak                  | Paweł Wyrzykowski     | Marek Sawicki             | Paulina Piechna-Więckiewicz  | Anna Siarkowska     | Magdalena Daniel         | Zenon Paśnicki     | –                   | Robert Banasiuk | –                 | –                   | Krzysztof Goławski | –                |
| 19    | Jarosław Kaczyński           | Ewa Kopacz                | Adrian Zandberg              | Janusz Korwin-Mikke   | Tomasz Jędrzejczak        | Barbara Nowacka              | Paweł Kukiz         | Ryszard Petru            | –                  | –                   | Piotr Ikonowicz | –                 | –                   | –                  | –                |
| 20    | Mariusz Błaszczak            | Małgorzata Kidawa-Błońska | Justyna Samolińska           | Piotr Bryczkowski     | Janusz Piechociński       | Wanda Nowicka                | Stanisław Tyszka    | Kamila Gasiuk-Pihowicz   | –                  | Mateusz Młynarczyk  | –               | –                 | –                   | –                  | –                |
| 21    | Jerzy Żyżyński               | Leszek Korzeniowski       | Joanna Bronowicka            | Łukasz Szewczyk       | Stanisław Rakoczy         | Anna Kubica                  | Janusz Sanocki      | Witold Zembaczyński      | Piotr Purul        | –                   | –               | –                 | –                   | Łukasz Fomicz      | –                |
| 22    | Marek Kuchciński             | Marek Rząsa               | Kamila Mackiewicz-Rossmanith | Błażej Wilk           | Mieczysław Kasprzak       | Ewa Wasiewicz                | Wojciech Bakun      | Jan Fuks                 | Marek Ćwiąkała     | Łukasz Mrugał       | –               | –                 | –                   | –                  | –                |
| 23    | Józefa Hrynkiewicz           | Krystyna Skowrońska       | Martin Irzyk                 | Damian Małek          | Jan Bury                  | Tomasz Kamiński              | Maciej Masłowski    | Mirosław Nowak           | –                  | Rafał Sikora        | –               | –                 | –                   | Ryszard Bachórz    | Leszek Samborski |
| 24    | Krzysztof Jurgiel            | Robert Tyszkiewicz        | Seweryn Prokopiuk            | Szczepan Barszczewski | Mieczysław Baszko         | Krzysztof Bil-Jaruzelski     | Adam Andruszkiewicz | Krzysztof Truskolaski    | –                  | Dawid Maruszewski   | –               | –                 | Andrzej Chmielewski | Dawid Maruszewski  | Piotr Rakowski   |
| 25    | Jarosław Sellin              | Adam Korol                | Aleksandra Krotowska-Cacha   | Karol Rabenda         | Józef Sarnowski           | Joanna Senyszyn              | Magdalena Błeńska   | Ewa Lieder               | –                  | Danuta Hojarska     | –               | –                 | –                   | –                  | –                |
| 26    | Jolanta Szczypińska          | Marek Biernacki           | Maciej Konieczny             | Zbigniew Wysocki      | Hubert Lewna              | Leszek Miller                | Małgorzata Zwiercan | Grzegorz Furgo           | –                  | Jarosław Gromadzki  | –               | –                 | –                   | –                  | –                |
| 27    | Stanisław Szwed              | Mirosława Nykiel          | Mateusz Trzeciak             | Tomasz Żuk            | Mirosław Szemla           | Przemysław Koperski          | Jerzy Jachnik       | Mirosław Suchoń          | –                  | –                   | –               | –                 | –                   | –                  | –                |
| 28    | Szymon Giżyński              | Izabela Leszczyna         | Jarosław Soja                | Przemysław Ficenes    | Stanisław Gmitruk         | Marek Balt                   | Tomasz Jaskóła      | Anetta Ujma              | –                  | Rafał Gil           | –               | –                 | –                   | Norbert Zadora     | –                |
| 29    | Wojciech Szarama             | Borys Budka               | Łukasz Moll                  | Mariusz Pruszko       | Andrzej Pilot             | Tomasz Kalita                | Paweł Kobyliński    | Marta Golbik             | –                  | –                   | –               | –                 | –                   | Michał Gaj         | –                |
| 30    | Izabela Kloc                 | Gabriela Lenartowicz      | Żaneta Matuszek              | Adam Pustelnik        | Bronisław Karasek         | Patryk Kosela                | Krzysztof Sitarski  | Wojciech Kałuża          | –                  | –                   | –               | Anna Ronin        | –                   | Roman Fritz        | –                |
| 31    | Grzegorz Tobiszowski         | Marian Zembala            | Marcelina Zawisza            | Przemysław Wipler     | Jerzy Ziętek              | Zbyszek Zaborowski           | Grzegorz Długi      | Monika Rosa              | –                  | –                   | –               | Zbigniew Kadłubek | –                   | –                  | –                |
| 32    | Ewa Malik                    | Beata Małecka-Libera      | Jakub Danecki                | Dominik Charasim      | Stanisław Dąbrowa         | Jerzy Borkowski              | Barbara Chrobak     | Barbara Dolniak          | –                  | –                   | –               | –                 | –                   | –                  | –                |
| 33    | Anna Krupka                  | Grzegorz Schetyna         | Paulina Borek                | Dawid Lewicki         | Kazimierz Kotowski        | Andrzej Szejna               | Piotr Liroy-Marzec  | Adam Cyrański            | Jan Jagielski      | Antoni Gromadzki    | –               | –                 | Janusz Lamer        | Rafał Mossakowski  | –                |
| 34    | Leonard Krasulski            | Jacek Protas              | Barbara Brzezicka            | Artur Kalbarczyk      | Piotr Żuchowski           | Małgorzata Prokop-Paczkowska | Andrzej Kobylarz    | Róża Krześniak           | Barbara Kalbarczyk | Paweł Czerwiński    | –               | –                 | –                   | –                  | –                |
| 35    | Iwona Arent                  | Janusz Cichoń             | Emilia Konwerska             | Mariusz Filipowicz    | Urszula Pasławska         | Tadeusz Iwiński              | Andrzej Maciejewski | Mirosław Pampuch         | –                  | Damian Dobkowski    | –               | –                 | –                   | –                  | –                |
| 36    | Joanna Lichocka              | Mariusz Witczak           | Marta Tycner-Wolicka         | Zygmunt Kopacz        | Andżelika Możdżanowska    | Leszek Aleksandrzak          | Jerzy Kozłowski     | Adam Szłapka             | Andrzej Aumiller   | Krzysztof Przybylak | –               | –                 | Ewa Bergmann        | –                  | –                |
| 37    | Witold Czarnecki             | Paweł Arndt               | Małgorzata Adamczyk          | Przemysław Piasta     | Eugeniusz Grzeszczak      | Tadeusz Tomaszewski          | Bartosz Józwiak     | Paulina Hennig-Kloska    | –                  | –                   | –               | –                 | –                   | –                  | –                |
| 38    | Maks Kraczkowski             | Maria Janyska             | Anna Siuda                   | Piotr Wawrzyniak      | Krzysztof Paszyk          | Romuald Ajchler              | Błażej Parda        | Bartosz Adaszewski       | –                  | Zbigniew Kubicki    | –               | –                 | –                   | –                  | –                |
| 39    | Tadeusz Dziuba               | Szymon Ziółkowski         | Leszek Kwiatkowski           | Artur Bednarz         | Wojciech Jankowiak        | Waldemar Witkowski           | Michał Pilc         | Joanna Schmidt           | Michał Tkaczuk     | –                   | –               | –                 | –                   | –                  | –                |
| 40    | Czesław Hoc                  | Marek Hok                 | Jacek Wezgraj                | Robert Bodendorf      | Cezary Szeliga            | Stanisław Wziątek            | Stefan Romecki      | Radosław Lubczyk         | –                  | –                   | –               | –                 | –                   | –                  | –                |
| 41    | Joachim Brudziński           | Norbert Obrycki           | Maciej Dżus                  | Paweł Szut            | Jarosław Rzepa            | Adam Ostolski                | Sylwester Chruszcz  | Piotr Misiło             | –                  | –                   | –               | –                 | –                   | –                  | –                |

| Okręg wyborczy | Nazwa Komitetu | Nazwa Komitetu              | Numer 1 na liście          |
| -------------- | -------------- | --------------------------- | -------------------------- |
| 21 Opole       |                | KWW Mniejszość Niemiecka    | Ryszard Galla              |
| 19 Warszawa    |                | KWW Obywatele do Parlamentu | Mariola Rabczon-Mazowiecka |

## Głosowanie, frekwencja i wyniki wyborów

### Wyniki wyborów do Sejmu RP

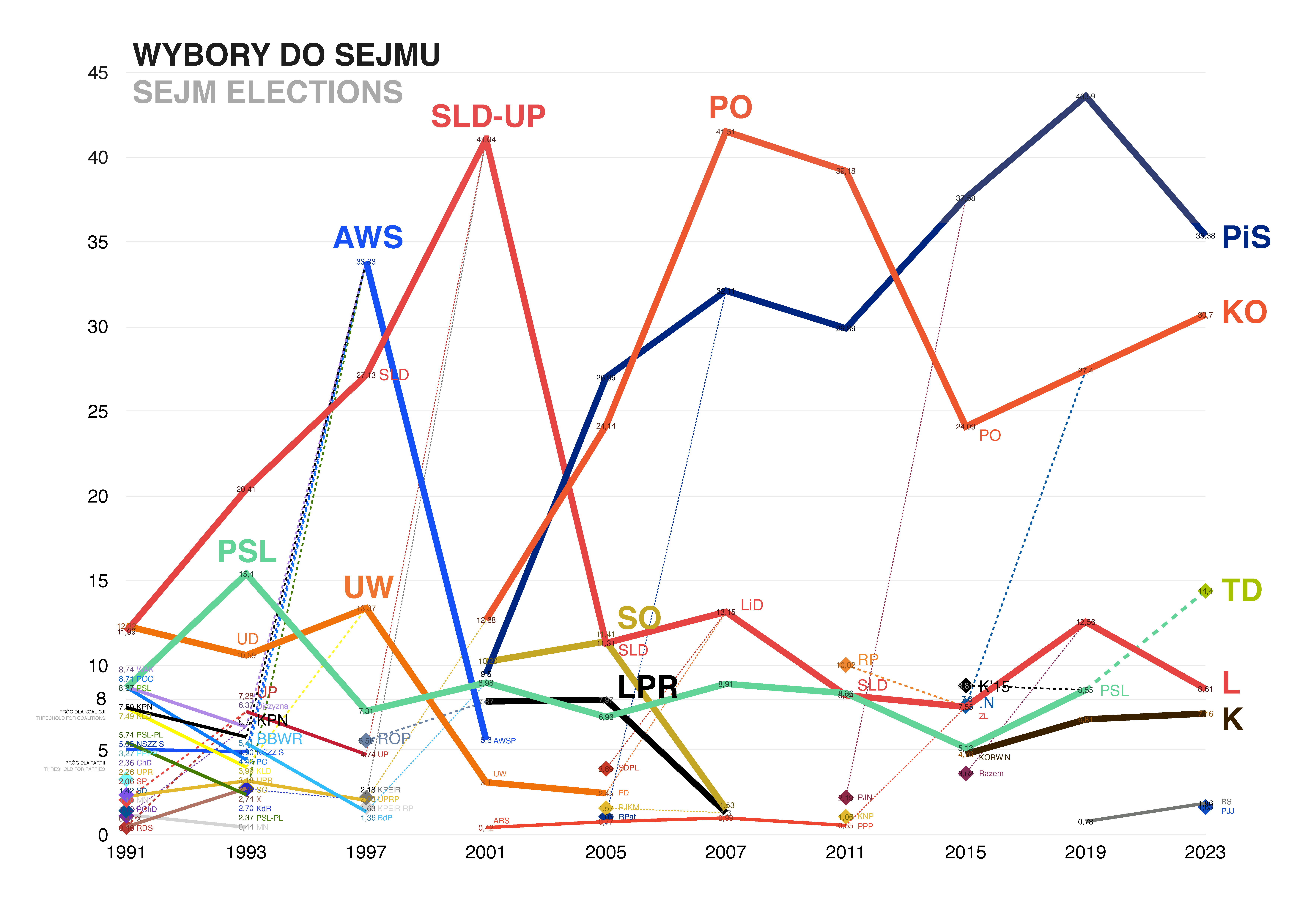
Wyniki wyborów do Sejmu 1991–2023

| Komitet wyborczy | Komitet wyborczy                             | Głosy      | Głosy  | Głosy | Mandaty | Mandaty | Mandaty |
| Komitet wyborczy | Komitet wyborczy                             | Liczba     | %      | +/−   | Liczba  | +/−     | %       |
| ---------------- | -------------------------------------------- | ---------- | ------ | ----- | ------- | ------- | ------- |
|                  | Prawo i Sprawiedliwość                       | 5 711 687  | 37,58  | 7,68  | 235     | 78      | 51,09   |
|                  | Platforma Obywatelska RP                     | 3 661 474  | 24,09  | 15,09 | 138     | 69      | 30,00   |
|                  | KWW Kukiz’15                                 | 1 339 094  | 8,81   | –     | 42      | –       | 9,13    |
|                  | Nowoczesna Ryszarda Petru                    | 1 155 370  | 7,60   | –     | 28      | –       | 6,09    |
|                  | Polskie Stronnictwo Ludowe                   | 779 875    | 5,13   | 3,23  | 16      | 12      | 3,48    |
|                  | KWW Mniejszość Niemiecka                     | 27 530     | 0,18   | 0,01  | 1       |         | 0,22    |
|                  |                                              |            |        |       |         |         |         |
|                  | KKW Zjednoczona Lewica SLD+TR+PPS+UP+Zieloni | 1 147 102  | 7,55   | 10,71 | –       | 67      | –       |
|                  | KORWiN                                       | 722 999    | 4,76   | –     | –       | –       | –       |
|                  | Partia Razem                                 | 550 349    | 3,62   | –     | –       | –       | –       |
|                  | KWW Zbigniewa Stonogi                        | 42 731     | 0,28   | –     | –       | –       | –       |
|                  | KWW Zjednoczeni dla Śląska                   | 18 668     | 0,12   | –     | –       | –       | –       |
|                  | KWW JOW Bezpartyjni                          | 15 656     | 0,10   | –     | –       | –       | –       |
|                  | KWW Grzegorza Brauna „Szczęść Boże!”         | 13 113     | 0,09   | –     | –       | –       | –       |
|                  | Kongres Nowej Prawicy                        | 4 852      | 0,03   | 1,03  | –       | –       | –       |
|                  | Samoobrona                                   | 4 266      | 0,03   | 0,04  | –       | –       | –       |
|                  | KWW Ruch Społeczny Rzeczypospolitej Polskiej | 3 941      | 0,03   | –     | –       | –       | –       |
|                  | KWW Obywatele do Parlamentu                  | 1 964      | 0,01   | –     | –       | –       | –       |
|                  |                                              |            |        |       |         |         |         |
| Ogółem           | Ogółem                                       | 15 200 671 | 100,00 | –     | 460     | –       | 100,00  |
| Głosy nieważne   | Głosy nieważne                               | 394 664    | 2,53   | 1,99  |         |         |         |
| Frekwencja       | Frekwencja                                   | 15 595 335 | 50,92  | 2,00  |         |         |         |

Zwycięzcy w poszczególnych okręgach w wyborach do Sejmu RP

Wyniki wyborów do Sejmu RP w poszczególnych powiatach

Podział mandatów i rozkład procentowy poparcia w wyniku wyborów z uwzględnieniem podziału na późniejszą większość rządzącą w kolejności: ugrupowanie rządowe, opozycja parlamentarna i pozaparlamentarna (komitety, które nie przekroczyły 1% poparcia w skali kraju, potraktowano zbiorczo):
|     |     |      |    |     |  |
| ↓   |     |      |    |     |  |
| 235 | 138 | 42   | 28 | 16  |  |
| PiS | PO  | K’15 | .N | PSL |  |

|     |    |      |    |     |    |  |  |  |  |
|     |    |      |    |     |    |  |  |  |  |
| PiS | PO | K’15 | .N | PSL | ZL |  |  |  |  |

Rozkład mandatów

#### Wyniki głosowania w skali okręgów
Wszystkie dane wyrażono w procentach
| Okręg  | Nazwa                |       |       |          |       |       |       |        |       |      |      | Frekwencja |
| Okręg  | Nazwa                | PiS   | PO    | Kukiz’15 | .N    | ZL    | PSL   | KORWiN | Razem | MN   | Inni | Frekwencja |
| ------ | -------------------- | ----- | ----- | -------- | ----- | ----- | ----- | ------ | ----- | ---- | ---- | ---------- |
| 1      | Legnica              | 35,70 | 25,24 | 9,59     | 7,15  | 10,45 | 3,89  | 4,32   | 3,64  | –    | –    | 46,71      |
| 2      | Wałbrzych            | 31,15 | 32,65 | 8,81     | 6,64  | 8,76  | 3,18  | 4,30   | 3,41  | –    | 1,09 | 44,83      |
| 3      | Wrocław              | 31,21 | 30,49 | 8,74     | 10,65 | 6,10  | 2,60  | 5,22   | 4,21  | –    | 0,77 | 54,08      |
| 4      | Bydgoszcz            | 30,20 | 29,64 | 7,77     | 7,30  | 10,04 | 6,07  | 4,54   | 3,76  | –    | 0,68 | 47,87      |
| 5      | Toruń                | 33,57 | 25,77 | 8,32     | 6,50  | 10,76 | 6,75  | 3,90   | 3,65  | –    | 0,78 | 44,90      |
| 6      | Lublin               | 47,57 | 16,59 | 9,32     | 4,54  | 5,98  | 7,74  | 5,00   | 2,75  | –    | 0,52 | 52,01      |
| 7      | Chełm                | 48,02 | 12,31 | 10,47    | 3,75  | 7,11  | 11,39 | 4,37   | 2,39  | –    | 0,18 | 45,30      |
| 8      | Zielona Góra         | 28,27 | 28,21 | 8,75     | 9,99  | 10,02 | 5,12  | 4,99   | 3,99  | –    | 0,65 | 44,63      |
| 9      | Łódź                 | 29,90 | 31,28 | 7,24     | 8,99  | 10,48 | 2,70  | 4,78   | 4,63  | –    | –    | 56,74      |
| 10     | Piotrków Trybunalski | 46,95 | 15,46 | 10,08    | 5,59  | 7,47  | 7,48  | 3,91   | 3,06  | –    | –    | 50,26      |
| 11     | Sieradz              | 39,93 | 21,18 | 8,92     | 5,32  | 8,18  | 7,86  | 4,10   | 3,54  | –    | 0,98 | 48,47      |
| 12     | Kraków I             | 49,05 | 20,42 | 8,67     | 5,79  | 5,33  | 3,03  | 4,45   | 3,26  | –    | –    | 54,46      |
| 13     | Kraków II            | 38,62 | 24,61 | 7,26     | 9,73  | 6,38  | 2,70  | 6,35   | 3,88  | –    | 0,48 | 58,81      |
| 14     | Nowy Sącz            | 60,56 | 13,95 | 7,83     | 3,69  | 2,55  | 4,16  | 4,31   | 2,13  | –    | 0,80 | 52,18      |
| 15     | Tarnów               | 51,99 | 14,71 | 9,60     | 4,54  | 3,41  | 8,08  | 4,72   | 2,43  | –    | 0,53 | 51,85      |
| 16     | Płock                | 43,78 | 16,44 | 8,41     | 5,15  | 8,14  | 10,66 | 4,07   | 3,35  | –    | –    | 46,22      |
| 17     | Radom                | 47,49 | 17,55 | 8,41     | 4,81  | 4,82  | 9,42  | 3,91   | 2,62  | –    | 0,98 | 49,38      |
| 18     | Siedlce              | 51,10 | 13,55 | 8,36     | 4,63  | 4,35  | 10,23 | 4,35   | 2,66  | –    | 0,76 | 50,56      |
| 19     | Warszawa I           | 29,89 | 27,54 | 7,76     | 13,39 | 8,55  | 0,72  | 6,18   | 5,54  | –    | 0,43 | 70,80      |
| 20     | Warszawa II          | 38,80 | 25,12 | 7,22     | 10,01 | 5,66  | 3,80  | 4,81   | 3,85  | –    | 0,73 | 60,00      |
| 21     | Opole                | 27,77 | 26,23 | 12,57    | 7,14  | 6,75  | 3,68  | 3,95   | 3,02  | 8,14 | 0,75 | 43,12      |
| 22     | Krosno               | 53,51 | 13,76 | 9,15     | 3,97  | 4,56  | 7,28  | 4,28   | 2,32  | –    | 1,17 | 47,47      |
| 23     | Rzeszów              | 56,11 | 13,11 | 9,28     | 4,16  | 4,42  | 4,67  | 4,96   | 2,29  | –    | 1,00 | 52,56      |
| 24     | Białystok            | 45,38 | 16,74 | 9,07     | 5,37  | 7,35  | 8,07  | 4,66   | 2,59  | –    | 0,77 | 47,10      |
| 25     | Gdańsk               | 29,61 | 34,72 | 7,15     | 9,17  | 6,59  | 3,02  | 5,00   | 3,98  | –    | 0,75 | 52,55      |
| 26     | Gdynia               | 31,22 | 33,46 | 8,02     | 8,22  | 6,64  | 3,23  | 4,43   | 4,05  | –    | 0,75 | 51,28      |
| 27     | Bielsko-Biała        | 40,42 | 23,57 | 9,36     | 8,27  | 6,56  | 3,42  | 4,68   | 3,72  | –    | –    | 56,35      |
| 28     | Częstochowa          | 35,82 | 20,95 | 11,63    | 6,74  | 11,12 | 4,99  | 4,27   | 3,64  | –    | 0,84 | 49,83      |
| 29     | Gliwice              | 30,51 | 28,99 | 12,19    | 8,90  | 7,21  | 2,50  | 5,09   | 4,15  | –    | 0,48 | 49,12      |
| 30     | Rybnik               | 39,59 | 24,21 | 11,31    | 6,33  | 5,93  | 1,79  | 4,53   | 3,33  | –    | 2,98 | 51,82      |
| 31     | Katowice             | 32,92 | 28,37 | 10,05    | 8,66  | 6,77  | 0,99  | 5,55   | 4,08  | –    | 2,61 | 53,92      |
| 32     | Sosnowiec            | 29,65 | 25,56 | 10,24    | 8,97  | 13,97 | 2,35  | 4,81   | 4,44  | –    | –    | 51,41      |
| 33     | Kielce               | 42,81 | 17,25 | 9,41     | 4,98  | 7,87  | 9,51  | 4,14   | 2,80  | –    | 1,23 | 46,82      |
| 34     | Elbląg               | 31,56 | 30,12 | 8,24     | 5,82  | 7,69  | 6,69  | 4,73   | 3,80  | –    | 1,34 | 41,30      |
| 35     | Olsztyn              | 30,42 | 27,07 | 8,97     | 6,82  | 8,76  | 8,44  | 5,10   | 3,74  | –    | 0,68 | 43,13      |
| 36     | Kalisz               | 31,85 | 24,69 | 7,98     | 7,04  | 8,82  | 10,98 | 4,25   | 3,17  | –    | 1,23 | 47,27      |
| 37     | Konin                | 37,41 | 20,23 | 8,83     | 6,94  | 11,77 | 6,86  | 3,99   | 3,98  | –    | –    | 46,64      |
| 38     | Piła                 | 27,26 | 31,02 | 9,01     | 6,98  | 9,15  | 7,66  | 4,07   | 3,92  | –    | 0,93 | 46,07      |
| 39     | Poznań               | 23,90 | 35,65 | 6,06     | 14,49 | 8,07  | 1,91  | 4,77   | 4,60  | –    | 0,55 | 60,23      |
| 40     | Koszalin             | 28,58 | 30,07 | 9,41     | 8,06  | 11,38 | 4,13  | 4,46   | 3,90  | –    | –    | 43,63      |
| 41     | Szczecin             | 29,09 | 31,93 | 8,42     | 8,66  | 8,56  | 3,88  | 5,33   | 4,12  | –    | –    | 47,27      |
| Polska | Polska               | 37,58 | 24,09 | 8,81     | 7,60  | 7,55  | 5,13  | 4,76   | 3,62  | 0,18 | 0,69 | 50,92      |

#### Podział mandatów w skali okręgów
| Okręg  | Nazwa                |     |     |          |    |     |    | Łącznie |
| Okręg  | Nazwa                | PiS | PO  | Kukiz’15 | .N | PSL | MN | Łącznie |
| ------ | -------------------- | --- | --- | -------- | -- | --- | -- | ------- |
| 1      | Legnica              | 6   | 4   | 1        | 1  | –   | –  | 12      |
| 2      | Wałbrzych            | 3   | 4   | 1        | –  | –   | –  | 8       |
| 3      | Wrocław              | 6   | 5   | 1        | 2  | –   | –  | 14      |
| 4      | Bydgoszcz            | 5   | 4   | 1        | 1  | 1   | –  | 12      |
| 5      | Toruń                | 6   | 4   | 1        | 1  | 1   | –  | 13      |
| 6      | Lublin               | 10  | 3   | 1        | –  | 1   | –  | 15      |
| 7      | Chełm                | 8   | 2   | 1        | –  | 1   | –  | 12      |
| 8      | Zielona Góra         | 5   | 5   | 1        | 1  | –   | –  | 12      |
| 9      | Łódź                 | 4   | 4   | 1        | 1  | –   | –  | 10      |
| 10     | Piotrków Trybunalski | 6   | 2   | 1        | –  | –   | –  | 9       |
| 11     | Sieradz              | 7   | 3   | 1        | –  | 1   | –  | 12      |
| 12     | Kraków I             | 5   | 2   | 1        | –  | –   | –  | 8       |
| 13     | Kraków II            | 7   | 5   | 1        | 1  | –   | –  | 14      |
| 14     | Nowy Sącz            | 8   | 1   | 1        | –  | –   | –  | 10      |
| 15     | Tarnów               | 6   | 1   | 1        | –  | 1   | –  | 9       |
| 16     | Płock                | 6   | 2   | 1        | –  | 1   | –  | 10      |
| 17     | Radom                | 5   | 2   | 1        | –  | 1   | –  | 9       |
| 18     | Siedlce              | 8   | 2   | 1        | –  | 1   | –  | 12      |
| 19     | Warszawa I           | 8   | 7   | 2        | 3  | –   | –  | 20      |
| 20     | Warszawa II          | 6   | 4   | 1        | 1  | –   | –  | 12      |
| 21     | Opole                | 4   | 4   | 2        | 1  | –   | 1  | 12      |
| 22     | Krosno               | 7   | 2   | 1        | –  | 1   | –  | 11      |
| 23     | Rzeszów              | 12  | 2   | 1        | –  | –   | –  | 15      |
| 24     | Białystok            | 8   | 3   | 1        | 1  | 1   | –  | 14      |
| 25     | Gdańsk               | 5   | 5   | 1        | 1  | –   | –  | 12      |
| 26     | Gdynia               | 6   | 6   | 1        | 1  | –   | –  | 14      |
| 27     | Bielsko-Biała        | 5   | 2   | 1        | 1  | –   | –  | 9       |
| 28     | Częstochowa          | 4   | 2   | 1        | –  | –   | –  | 7       |
| 29     | Gliwice              | 4   | 3   | 1        | 1  | –   | –  | 9       |
| 30     | Rybnik               | 5   | 3   | 1        | –  | –   | –  | 9       |
| 31     | Katowice             | 5   | 5   | 1        | 1  | –   | –  | 12      |
| 32     | Sosnowiec            | 4   | 3   | 1        | 1  | –   | –  | 9       |
| 33     | Kielce               | 9   | 3   | 1        | 1  | 2   | –  | 16      |
| 34     | Elbląg               | 4   | 3   | 1        | –  | –   | –  | 8       |
| 35     | Olsztyn              | 4   | 3   | 1        | 1  | 1   | –  | 10      |
| 36     | Kalisz               | 5   | 4   | 1        | 1  | 1   | –  | 12      |
| 37     | Konin                | 5   | 2   | 1        | 1  | –   | –  | 9       |
| 38     | Piła                 | 3   | 4   | 1        | –  | 1   | –  | 9       |
| 39     | Poznań               | 3   | 5   | –        | 2  | –   | –  | 10      |
| 40     | Koszalin             | 3   | 3   | 1        | 1  | –   | –  | 8       |
| 41     | Szczecin             | 5   | 5   | 1        | 1  | –   | –  | 12      |
| Polska | Polska               | 235 | 138 | 42       | 28 | 16  | 1  | 460     |

### Wyniki wyborów do Senatu RP

Zwycięzcy w poszczególnych okręgach w wyborach do Senatu RP

| Komitet wyborczy                     | Komitet wyborczy                                       | Głosy      | Głosy  | Głosy | Mandaty | Mandaty |
| Komitet wyborczy                     | Komitet wyborczy                                       | Liczba     | %      | +/−   | Liczba  | +/−     |
| ------------------------------------ | ------------------------------------------------------ | ---------- | ------ | ----- | ------- | ------- |
|                                      | Prawo i Sprawiedliwość                                 | 5 993 433  | 39,99  | 13,04 | 61      | 30      |
|                                      | Platforma Obywatelska RP                               | 4 323 789  | 28,85  | 6,75  | 34      | 29      |
|                                      | Polskie Stronnictwo Ludowe                             | 1 109 675  | 7,40   | 1,98  | 1       | 1       |
|                                      | KWW Marka Borowskiego                                  | 124 064    | 0,83   | 0,11  | 1       |         |
|                                      | KWW Jarosław Obremski – niezależny Senator z Wrocławia | 89 699     | 0,60   | –     | 1       | –       |
|                                      | KWW Lidia Staroń – Zawsze po stronie ludzi             | 63 870     | 0,43   | –     | 1       | –       |
|                                      | KWW Grzegorza Biereckiego                              | 42 862     | 0,29   | –     | 1       | –       |
|                                      | KKW Zjednoczona Lewica SLD+TR+PPS+UP+Zieloni           | 595 206    | 3,97   | 5,03  | –       | –       |
|                                      | Nowoczesna Ryszarda Petru                              | 394 817    | 2,63   | –     | –       | –       |
|                                      | KWW Kukiz’15                                           | 207 156    | 1,38   | –     | –       | –       |
|                                      | KORWiN                                                 | 186 510    | 1,24   | –     | –       | –       |
|                                      | KWW JOW Bezpartyjni                                    | 113 669    | 0,76   | –     | –       | –       |
|                                      | KWW Obywatele do Parlamentu                            | 84 246     | 0,56   | –     | –       | –       |
|                                      | Kongres Nowej Prawicy                                  | 79 946     | 0,53   | 0,03  | –       | –       |
|                                      | KWW Mniejszość Niemiecka                               | 40 472     | 0,27   | 0,24  | –       | –       |
|                                      | Samoobrona                                             | 20 913     | 0,14   | 0,03  | –       | –       |
|                                      | KWW Ruch Społeczny Rzeczypospolitej Polskiej           | 14 316     | 0,10   | –     | –       | –       |
|                                      | KWW Zbigniewa Stonogi                                  | 10 167     | 0,07   | –     | –       | –       |
|                                      | KWW Grzegorza Brauna „Szczęść Boże!”                   | 7 916      | 0,05   | –     | –       | –       |
| Pozostałe komitety wyborcze partii   | Pozostałe komitety wyborcze partii                     | 165 284    | 1,10   | –     | –       | –       |
| Pozostałe komitety wyborcze wyborców | Pozostałe komitety wyborcze wyborców                   | 1 320 076  | 8,81   | –     | –       | –       |
|                                      |                                                        |            |        |       |         |         |
| Ogółem                               | Ogółem                                                 | 14 988 086 | 100,00 | –     | 100     | –       |
| Głosy nieważne                       | Głosy nieważne                                         | 604 947    | 3,88   | 0,64  |         |         |
| Frekwencja                           | Frekwencja                                             | 15 593 033 | 50,91  | 1,99  |         |         |

|     |    |   |     |
| ↓   |    |   |     |
| 61  | 34 | 1 | 4   |
| PiS | PO |   | KWW |

|     |    |     |    |  |  |  |  |  |  |
|     |    |     |    |  |  |  |  |  |  |
| PiS | PO | PSL | ZL |  |  |  |  |  |  |

### Frekwencja
Do wzięcia udziału w głosowaniu uprawnionych było 30 732 398 osób, co stanowiło 82,12% z 37 423 576 mieszkańców. Frekwencja do godz. 12:00 wyniosła 16,47%, a do godz. 17:00 – 38,97%, a by ostatecznie wynieść 50,92%. Wydano 15 595 335 kart wyborczych.

## Ważność wyborów
19 stycznia 2016, po rozpoznaniu wszystkich protestów wyborczych, Sąd Najwyższy rozstrzygnął o ważności wyborów. Tego dnia Sąd Najwyższy w składzie Izby Pracy, Ubezpieczeń Społecznych i Spraw Publicznych uchwałą uznał wybory za ważne.

## Sondaże

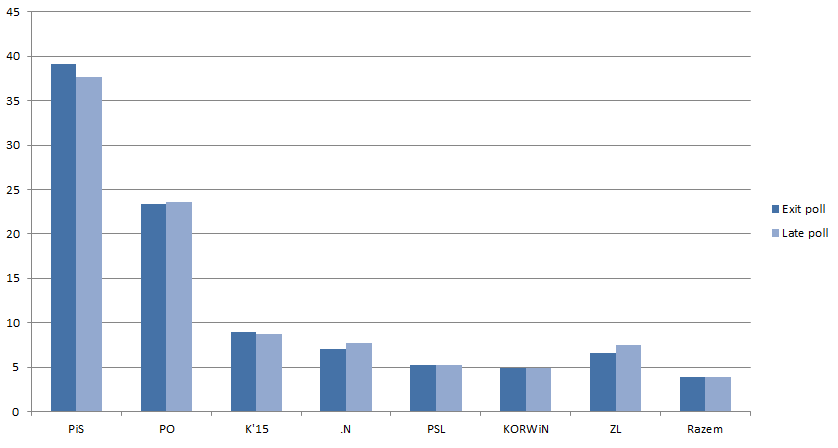
Porównanie dwóch ostatnich sondaży: exit poll i late poll (25.10.2015)

Od czasu wyborów parlamentarnych z 9 października 2011 najwyższe poparcie w sondażach odnotowywała Platforma Obywatelska. Tendencja ta zaczęła się zmieniać 11 października 2012, kiedy to w sondażu Millward Brown odnotowano 30% poparcia dla Prawa i Sprawiedliwości, zaś PO uzyskała wówczas 27% poparcia. Od tego czasu te dwie partie na zmianę uzyskiwały najwyższy wynik w sondażu. Od połowy stycznia 2015 PO zaczęła systematycznie uzyskiwać najwyższy wynik poparcia. Stan ten trwał do momentu wyborów prezydenckich, kiedy to prezydentem RP został kandydat PiS Andrzej Duda. Od tego czasu do dnia wyborów sondaże wskazywały najwyższe poparcie właśnie dla tej partii (z wyjątkiem sondażu IBRiS z 8 czerwca, kiedy na czele znalazł się nieformalny ruch Pawła Kukiza).